# Ćwiczenia fizyczne

Ćwiczenie fizyczne

Ćwiczenia fizyczne – aktywność fizyczna zwiększająca bądź podtrzymująca sprawność fizyczną oraz ogólne zdrowie i dobre samopoczucie. Są wykonywane z różnych powodów, wliczając w to zapobieganie starzeniu, wzmocnienie mięśni i systemu krwionośnego, zwiększenie zdolności fizycznych, utratę wagi oraz rozrywkę. Wiele osób ćwiczy na świeżym powietrzu, gdzie zbiera się w grupy i socjalizuje. Ćwiczenia fizyczne są ważne dla utrzymywania sprawności fizycznej oraz mogą się przyczynić do utrzymania zdrowej wagi, regulowania trawienia, normalizacji gęstości kości, zwiększenia siły mięśni, ruchliwości, osiągnięcia fizjologicznego optimum, redukcji ryzyka operacji chirurgicznej oraz wzmocnienia systemu immunologicznego. Niektóre badania wskazują, że ćwiczenia fizyczna mogą wydłużyć długość życia oraz jego jakość.
Wbrew powszechnemu przeświadczeniu, ćwiczenia fizyczne nie powodują jednak spalania znacząco większych ilości kalorii, na co wskazują badania porównawcze wydatków energetycznych plemion łowiecko-zbierackich i populacji krajów rozwiniętych, prowadzone od lat 80. XX wieku. Wynika z ich liniowa zależność całkowitego wydatku energii od beztłuszczowej masy ciała, niezależnie od trybu życia danej populacji czy płci lub wieku osobników. Bezpośredni wpływ ćwiczeń fizycznych na redukcję wagi jest więc dyskusujny. Podobne badania prowadzone na dzikich i hodowlanych zwierzętach (owcach, kangurach, pandach) dawały podobne rezultaty. Sugeruje to, że skoro w toku ewolucji i przemian społecznych dzienne wydatki energetyczne człowieka znacząco się nie zmieniły, to otyłość jest raczej wynikiem nadmiernego spożywania pokarmu niż braku ruchu. Nie przeczy to jednak wszystkim innym korzyściom zdrowotnym ćwiczeń fizycznych, które pozwalają zachować zdrowie i witalność.